# مدرستي الحسناء (فلم)
مدرستي الحسناء فيلم مصري. التمثيل بمشاركة هند رستم

## قصة الفيلم
يتم نقل ناديه إلى إحدى المدراس الثانوية بنين للتدريس بالقاهرة، وتسكن هي وأختها عائشة في شقة حسن مساعدها في معمل المدرسة، تتعرض نادية لمشاغبات الطلبة المستهترين الذين كثيرًا ما قاموا بمعاكستها وإثارة الشغب أثناء الحصص، بل يسعى كل منهم للنيل منها، مع ذلك فهي تقاوم رغبتهم في التهريج وتحاول تقويمهم وإصلاحهم، يتعرف حسن على عائشة فيخطبها من أختها، يقوم الطلبة بتسليم عائشة مجموعة من صور تضم نادية وحسن في أوضاع مختلفة، وهي صور مزيفة من أجل الإيقاع بين الأختين، تصمد نادية ويعلم الجميع حقيقة هذا التهريح، وتزوج حسن من عائشة، وفي نفس الوقت تنجح ناديه في تقويم وإصلاح وتهذيب الطلبة.

## ممثلين
- حسين فهمى
- هند رستم
- سهير زكي
- عبد المنعم إبراهيم
- صلاح السعدني
- سعيد صالح

بالإضافة إلي:سيد عبدالله - إسكندر منسي - كمال سرحان - أحمد شوقي - عزت عبدالجواد - سناء مظهر - عبدالعظيم كامل - أحمد مرسى - عصام وحيد - سهير رضا - نعيمة الصغير - عبدالسلام محمد - حلمى عبدالوهاب - محمد عناني - محمد أباظة - مختار السيد - انيس الغندور - عبدالمجيد جمعة

## روابط خارجية
- مقالات تستعمل روابط فنية بلا صلة مع ويكي بيانات